# Eyalato de Diyarbekir
El eyalato de Diyarbekir (en turco otomano: ایالت دیاربكر; Eyālet-i Diyār-i Bekr‎) fue un eyalato del Imperio otomano. Su área reportada en el siglo XIX era de 20 332 millas cuadradas (52 659,9 km²), ligeramente más grande que la provincia abasí original en la Alta Mesopotamia. En 1846 fue sucedido por el eyalato de Kurdistán.

## Gobierno
El viajero del siglo XVII Evliya Çelebi informó esto sobre la organización del eyalato: "En esta provincia hay diecinueve sanjacados y cinco hakumetos (o gobiernos hereditarios) [...] ocho [sanjacados] en el momento de la conquista conferida al bey kurdo con la patente de la herencia familiar para siempre. Como otros sanjacados, se dividen en ziamets y timars, cuyos poseedores están obligados a servir en el campo; pero si no lo hacen, el ziamet o timar puede transferirse a un hijo o pariente, pero no a un extraño. 
Los hakumetos no tienen ni ziamets ni timars. Sus gobernadores ejercen plena autoridad y reciben no solo los ingresos de la tierra, sino también todos los demás impuestos que en los sanjacados se pagan al poseedor del ziamet o timar, como los impuestos por pastos, matrimonios, caballos, viñedos y huertos. [...] 
Los oficiales del diván de Diarbeker son los defterdar del tesoro con un ruz-namji (escritor de diario); un defterdar de las fuerzas feudales un inspector (emin) y un teniente kehiya del defter y otro para los chavush; un secretario (katib), un coronel y un teniente coronel de la milicia".

## Historia
Después de que Reşid Mehmet Bajá asumiera el cargo de valí en 1834, dirigió campañas militares contra las tribus kurdas locales de garzán, bedir kan y milli y los yazidi en Sinyar. En 1835 sometió a la tribu milli en Mardin. En 1836, derrotó al gobernante del Emirato de Soran. Después de su muerte en 1836, su sucesor fue Hafiz Mehmet Bajá, quien continuó sometiendo a las tribus kurdas y a los yazidi en Sinyar. 

## Divisiones administrativas
| Sanjacados entre 1515-1526: 1. Sanjacado de Amida 2. Sanjacado de Mardin 3. Sanjacado de Sinyar 4. Sanjacado de Birecik 5. Sanjacado de Ruha 6. Sanjacado de Siverek 7. Sanjacado de Çermik 8. Sanjacado de Ergani 9. Sanjacado de Harput 10. Sanjacado de Arabgir 11. Sanjacado de Kiğı 12. Sanjacado de Çemişkezek | Sanjacados entre 1526-1560: 1. Sanjacado de Amida 2. Sanjacado de Mardin 3. Sanjacado de Sinyar 4. Sanjacado de Ruha 5. Sanjacado de Siverek 6. Sanjacado de Çermik 7. Sanjacado de Ergani 8. Sanjacado de Harput 9. Sanjacado de Arabgir 10. Sanjacado de Kiğı 11. Sanjacado de Çemişkezek 12. Sanjacado de Mosul 13. Sanjacado de Hit 14. Sanjacado de Deir 15. Sanjacado de Rahbe 16. Sanjacado de Ane | Sanjacados después de 1560: 1. Sanjacado de Amida 2. Sanjacado de Sinyar 3. Sanjacado de Ruha 4. Sanjacado de Siverek 5. Sanjacado de Çermik 6. Sanjacado de Ergani 7. Sanjacado de Harput 8. Sanjacado de Arabgir 9. Sanjacado de Kiğı 10. Sanjacado de Çemişkezek 11. Sanjacado de Mosul 12. Sanjacado de Hit 13. Sanjacado de Deir 14. Sanjacado de Rahbe 15. Sanjacado de Ane |